# 哇嘎
哇嘎（Vagaa）是一套由中華人民共和國公司開發、基於eDonkey网络及BitTorrent协议的點對點（P2P）軟件，主要用於下載大型的電影、遊戲或電視劇檔案，又或是網路環境比較複雜，例如透過NAT、NAPT等協議的網接環境。該軟體由於設計上的疏忽，會對伺服器不斷發出攻擊，因此被認爲是吸血軟件，有伺服管理員會拒絕來自Vagaa用戶的連結，而網絡管理員亦有時對軟體的交通封鎖，以防止局域網被拖垮。

## 软件原理
Vagaa并未给出其工作原理说明。不少人认为Vagaa是基于P2P软件Shareaza修改的。由于Shareaza是在GNU GPL协议下发布的开源软件，协议要求其修改衍生作品应开放源代码。但是Vagaa却未在任何地方公布源代码，因而被认为违反了GPL协议。

## Vagaa异常事件
2006年8月12日，著名的eD2k服务器之一DonkeyServer向中国用户发表公告，指中国大陆的eMule类共享用户在向其服务器发送大量异常的自动搜索请求。但无法告知此P2P软件的名称和版本。同时称问题无法解决的话，DonkeyServer将会禁止所有中国用户的连接。
2006年8月13日，有调查认为此次公告是由Vagaa向服务器请求数据过于频繁导致。同日，Vagaa官方发布公告，认为此次由于DonkeyServer自身问题导致的。同时，Vagaa官方也释放出了更新后的Vagaa软件，将软件内部的版本号进行了修改。但是这种修改只是会让Vagaa更加难以被服务器发现。
2006年8月15日，Vagaa的網站受到DDoS攻擊，用戶接連兩天都不能從網站下載軟件，亦不能連結到網站。当日，Vagaa官方承认软件设置上有失误，愿意发布新版解决问题。
此后，Vagaa被eD2k网络用户认为是吸血驴，并被Xtreme等多个eMule Mods所使用的DLP（动态反吸血驴保护）组件所侦测和屏蔽。

## 參看
- eMule